# Bundesstraße 46
Die Bundesstraße 46 (Abkürzung: B 46) war eine Bundesstraße in Hessen. Sie führte von Offenbach am Main nach Dreieich-Sprendlingen.
Ursprünglich führte die Bundesstraße 46 als elf Kilometer lange Bundesstraße vom Stadtzentrum Offenbach, wo sie von der Bundesstraße 43 abzweigte, bis zum Stadtzentrum in Sprendlingen und mündete dort in die Bundesstraße 3. Durch den Bau der Bundesautobahn 661 verlor diese Bundesstraße ihre Bedeutung und wurde zum 31. Dezember 2009 von einer Bundesstraße zu einer Landesstraße herabgestuft. In Offenbacher Ortslage trägt die Straße den Namen Sprendlinger Landstraße.

## Geschichte
Die Landstraße von Offenbach nach Sprendlingen wurde um 1820 vom Großherzogtum Hessen erbaut, um das Gebiet der damaligen Freien Stadt Frankfurt zu umgehen. Bei der Festlegung der Fernverkehrsstraßen 1932 wurde die Nummer für die Straße zwischen Dieburg (F42) und Stockstadt (F8) verwendet. Mit der ersten Änderung und Überführung in die Reichsstraßen 1934 kam die Nummer auf die Straße Offenbach - Sprendlingen, welche 1932 zur Fernverkehrsstraße 44 wurde.